# Parque Brigadier Eduardo Gomes
El parque del Flamenco (en portugués, parque do Flamengo, por el Flandes holandés), oficialmente llamado parque Brigadier Eduardo Gomes (en portugués, parque Brigadeiro Eduardo Gomes), conocido popularmente también como Aterro do Flamengo o solo Aterro (terraplén, lengua de tierra), es un complejo de ocio en Río de Janeiro, en el Brasil. Fue construido sobre terraplenes sucesivos en la bahía de Guanabara.
El parque se extiende desde el aeropuerto Santos Dumont, en el Barrio Centro de la ciudad, al inicio de la playa de Botafogo, en la zona Sur, abarcando la mayor parte de la playa de Flamengo. Entre los elementos del complejo, se destacan: el museu de Arte Moderna, el monumento aos Mortos da Segunda Guerra Mundial, la marina da Gloria, el monumento a Estácio de Sá, una vía rápida, áreas destinadas a la práctica de deportes, un restaurante y dos playas (la de Glória y la de Flamengo).
La forma actual del parque fue inaugurada en 1965, con 1.200.000 metros cuadrados.

## Historia

### Terraplenes anteriores

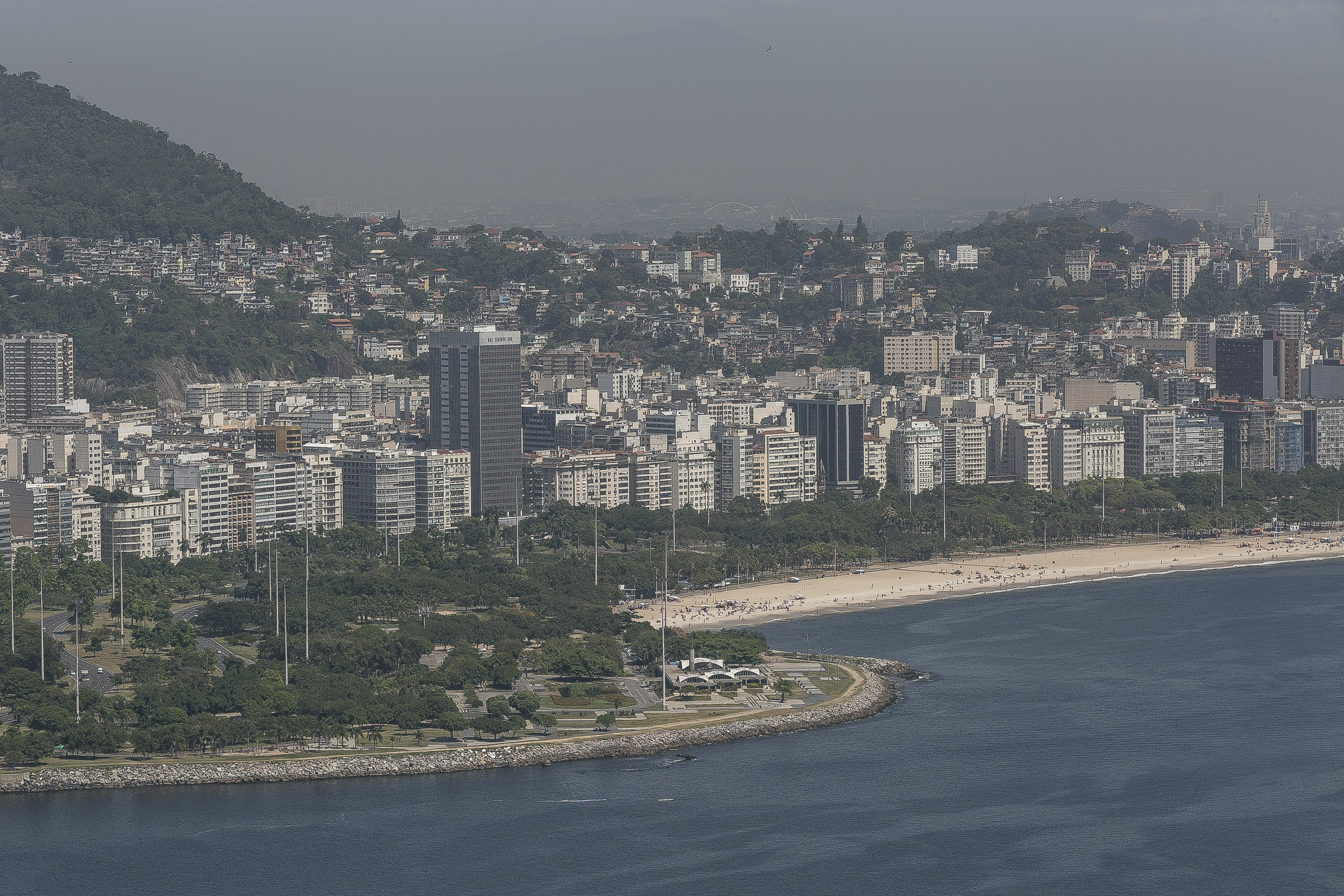
Aterro do Flamengo.

Construcción del Aterro del Flamenco (1960)

En el espacio hoy ocupado por el parque Eduardo Gomes, el terraplén original presentaba una forma recortada, con pequeñas ensenadas por aquí y por allá, como la playa de Russel (en la altura del actual Hotel Glória), o el saco de Alférez.
Las primeras obras de terraplenado de la región se remontan al inicio del siglo XX, cuando fueron construidas la avenida Beira-Mar, la plaza París y la avenida de Playa de Flamengo. El desmonte gradual de la morro do Castelo produjo material para nuevos terraplenes en la región central, como el del aeropuerto Santos-Dumont.

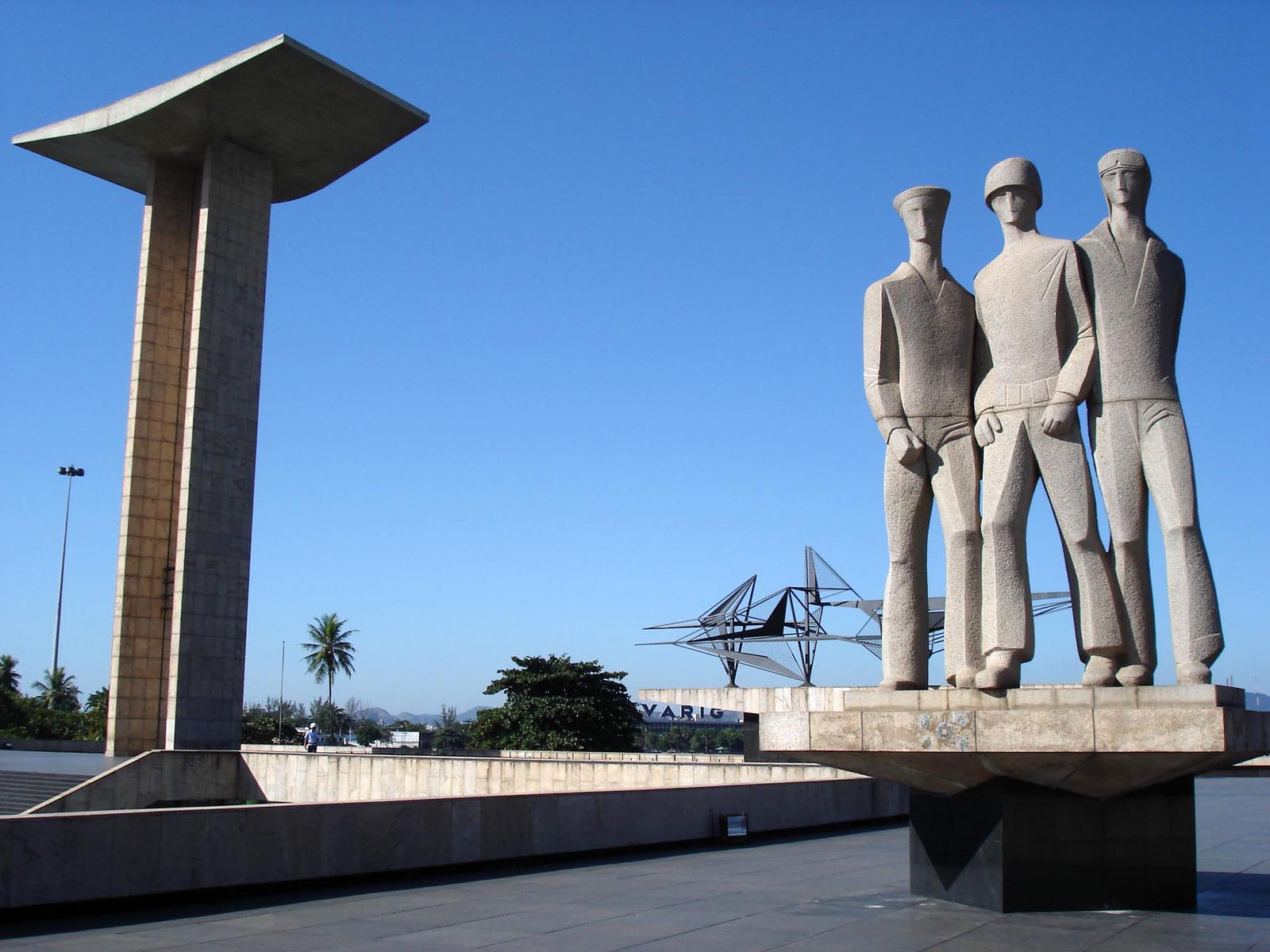
Monumento a los Muertos de la Segunda Guerra Mundial

En la década de 1950, con las trabajos de desmonte del morro de Santo Antônio, fue iniciada la construcción de un pedregal que comenzaba en la punta de Calabouço, continuaba en la región de Glória y seguía en una faja estrecha mar adentro hasta la curva de la colina de la Viúva, formando una laguna que, finalmente, fue terraplenada. El terraplén (así llamado) fue usado en los eventos del congreso Eucarístico Internacional. Más tarde, el área fue ocupada por el museu de Arte Moderna (1958) y por el monumento aos Mortos da Segunda Guerra Mundial (1960).

### El parque Eduardo Gomes
Años después, fue ejecutada la parte principal del terraplén. Los escombros de la colina fueron arrojados al mar, formando, desde la punta de la Calabouço hasta la colina de la Viúva, un rompeolas de piedras dispuestas como para formar una laguna y la faja de arena de la playa de Flamengo fue terraplenada. El plano original a la construcción de las pistas muestra el centro y el sur de la ciudad.
Por eso, la idea de crear un gran parque en el área, junto a las pistas de carrera, es atribuida a la paisajista Lota de Macedo Soares, amiga del gobernador del estado de la Guanabara Carlos Lacerda.
Con el proyecto paisajístico de Roberto Burle Marx, el nuevo parque fue destinado a las actividades deportivas, recibiendo a las equipos de fútbol, tenis, vóley, baloncesto, pistas de aeromodelismo; destacándose los campos de fútbol, en el espacio inicial de la playa de Flamengo, creados por la iniciativa de Raphael de Almeida Magalhães, otro colaborador de Lacerda.
El proyecto del parque Eduardo Gomes incorporó la plaza Cuauhtémoc y dos entornos del monumento aos Mortos da Segunda Guerra Mundial y del museu de Arte Moderna; fue seguido en el trébol Edson Luis, y la marina da Glória (inaugurada en 1982) y, parcialmente, en la playa de Botafogo. También fueron construidos, en el parque, el museo Carmen Miranda y el restaurante Rio's, actualmente es una churrasquería.
En los años 1970, el parque fue bautizado como del brigadeiro Eduardo Gomes, héroe de guerra y político brasileño.

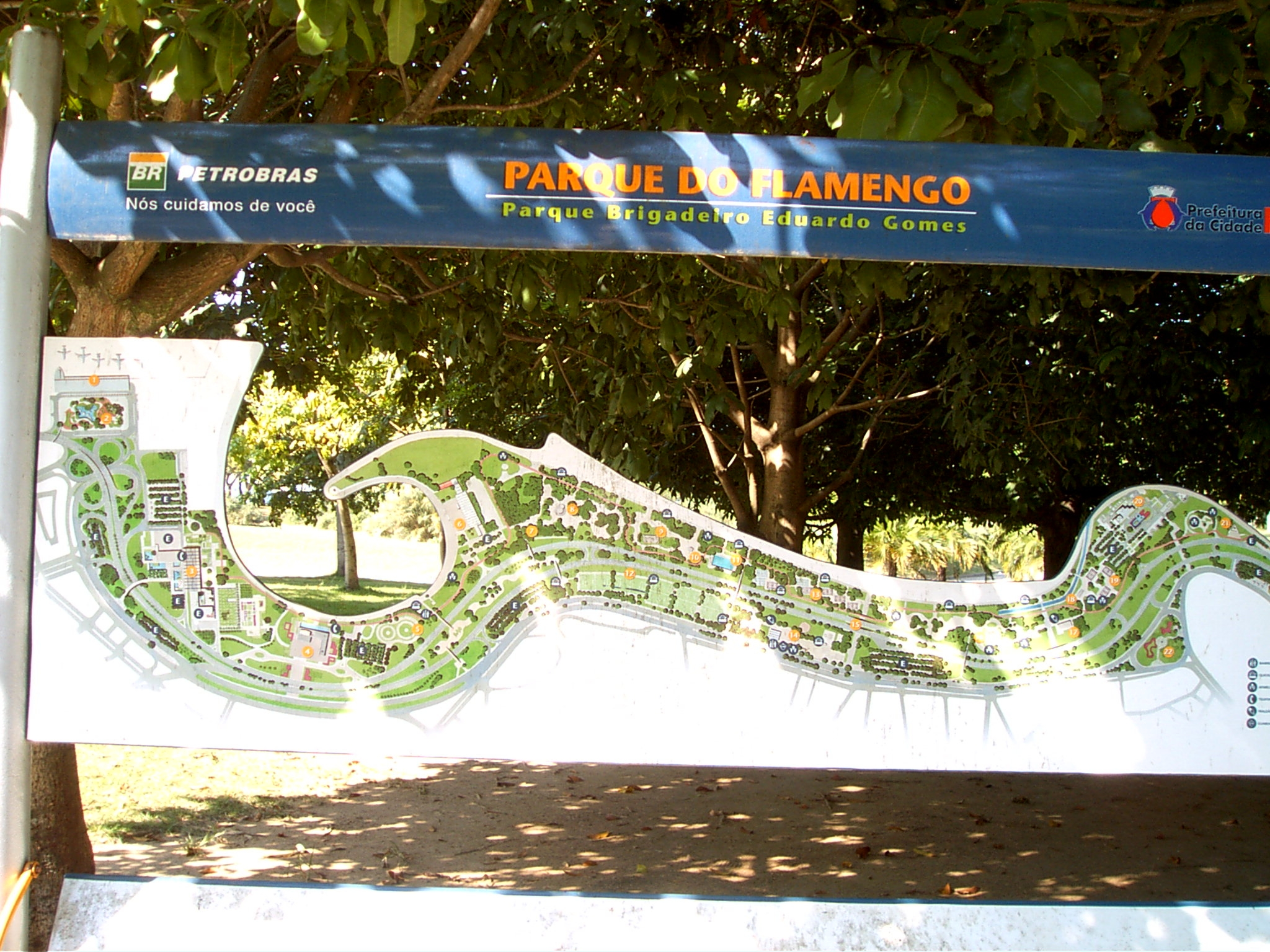
Mapa con una vista general del parque

En 1989, en las conmemoraciones del bicentenario de la Revolución Francesa, fue erguida, en el parque, una réplica temporal de la torre Eiffel, considerada como una de las mayores construidas, y que sirvió de palco para los conciertos y presentaciones de baile.
En 1992, el parque fue sede del Foro Global, que fue sección de exposiciones y debates del Eco-92.

## Atracciones
La característica más marcada del parque Eduardo Gomes es la diversidad en su flora, formada principalmente por especies nativas, seleccionadas por Burle Marx. La riqueza vegetal atrae diversas aves, en gran cantidad.
Para la travesía de los vacacionistas en dirección a la playa de Flamengo, fueron construidas pasarelas con curvas suaves sobre las pistas rápidas y pasajes subterráneos sobre las mismas, las pistas son usadas para competiciones tanto de atletismo y como ciclismo.
El local también es usado ocasionalmente para la realización de grandes eventos públicos. A pesar de la oposición de los vecinos, que temen que la incapacidad del trasporte y la depredación del parque, ante lo cual han reducido los eventos.